# Pueblorrico
Pueblorrico è un comune della Colombia facente parte del dipartimento di Antioquia.
Il centro abitato venne fondato da un gruppo di coloni nel 1886, mentre l'istituzione del comune è del 1911.